# Duleek
Duleek (irisch Damhliag – Steinkirche) ist ein Dorf im County Meath in Irland. Es hat historische und kirchengeschichtliche Bedeutung, wovon insbesondere die Ruinen einer Kirche und eines Klosters, zwei Hochkreuze (Nord- und Südkreuz) auf dem Friedhof sowie einige Cross-Slabs zeugen.

## Geschichte
Der Legende nach setzte im 5. Jahrhundert St. Patrick den Heiligen Cianán als Haupt seiner ersten Kirchengründung der Iroschottischen Kirche ein, die in Duleek erfolgt sein soll.
Das erste Kloster wurde zwischen den Jahren 830 und 1149 etwa 10-mal durch die Wikinger und 1171 noch einmal durch die Normannen geplündert.
Im selben Zeitraum, nach der Schlacht von Clontarf (1014 n. Chr.) soll der gefallene Hochkönig Brian Boru mit seinem Gefolge in Duleek aufgebahrt worden sein.
Im 12. Jahrhundert wurde Duleek Bischofssitz und erlebte eine Blütezeit. Davon zeugen vor allem die Ruinen der Augustinerabtei (St. Mary’s Abbey), eine der größten Kirchenruinen Irlands.

## Die Priory
Die Augustiner können bereits vor der letzten Zerstörung des alten Klosters nach Duleek gekommen sein. Hugh de Lacy gründete im Jahre 1182 ein neues Augustinerkloster in der Nähe. Das gegenwärtige Priorat ist möglicherweise Teil dieses Klosters. Teile der Arkaden der Kirche können aus dem 13. Jahrhundert, die Mauer des Südschiffs aus dem 14. Jahrhundert stammen; der imposante Turm ist sicher aus dem 15. Jahrhundert. Im nördlichen Schiff liegt das Grab von Dr. Cusack, dem katholischen Bischof von Meath von 1679 bis 1688. Daneben liegt Lord Bellew, gefallen in der Schlacht von Aughrim 1691. Im Zentrum des Längsschiffs befindet sich das Altargrab der Prestons und Plunketts. Im Turm blieben einige romanische Fragmente erhalten. Ein Rundturm stand ursprünglich im Norden. Der spätere viereckige Turm wurde an ihn heran gebaut. Nachdem der Rundturm verfallen (abgerissen) war, sind nur noch seine Umrisse an der Turmmauer zu erkennen. Im Norden der Kirche stehen schlecht erhaltene Hochkreuze, wahrscheinlich aus dem 10. Jahrhundert. Eines zeigt auf der Westseite die Kreuzigung und einige unidentifizierbare Figuren. Das andere Kreuz zeigt die Symbole zweier Evangelisten, einen Adler und einen Ochsen.

## St Cianán’s Church
Die eher unbedeutende mittelalterliche Kirche hat ein Südportal, in das möglicherweise Teile von einer früheren Kirche integriert wurden. In die nördliche Mauer eingelassen ist ein großer Stein mit der groben Inschrift OR DO SCANLAN (ein Gebet für Scanlan).

## Dowdall Cross
Das Wegkreuz, das Jennet Dowdal Anfang des 17. Jahrhunderts errichten ließ, interessiert kunsthistorisch, weil es kaum etwas mit den irischen Hochkreuzen gemein hat, sondern kontinentalen Einfluss verkörpert. Seine vier Armstümpfe ragen nur kurz über den mit Heiligen verzierten quadratischen Schaft heraus. Dargestellt sind St. Peter, St. Patrick, St. Cianán und St. Georg. Es wurde 1810 repariert.

## Söhne und Töchter des Ortes
- Mick McGowan (* 1973), Dartspieler